# Tricloreto de boro
Tricloreto de boro é o composto de fórmula química BCl3